# Glyphoglossus flavus
Glyphoglossus flava es una especie de anfibio anuro de la familia Microhylidae. Esta especie es endémica de la isla de Borneo, donde se ha encontrado en el parque nacional Gunung Mulu en Sarawak, en el área de conservación del valle Danum en Sabah (Malasia) y en el parque nacional de Ulu Temburong (Brunéi). Es una especie fosorial que habita en bosques de turbera (kerangas). Se cree que se reproduce en charcas después de lluvias fuertes.